# 20 groszy 1924
20 groszy 1924 – próbna moneta okresu złotowego II Rzeczypospolitej, wybita w mennicy w Wiedniu, z datą na awersie 1924.
Rysunki awersu i rewersu są identyczne z tymi jak dla monety obiegowej 20 groszy 1923 z jedynie różniącą się datą roczną – 1924 zamiast 1923.
Na monecie nie ma napisu „PRÓBA” ani znaku mennicy.

## Awers
Na tej stronie pośrodku umieszczono godło – stylizowanego orła w koronie, dookoła w otoku napis: „RZECZPOSPOLITA POLSKA”, nad orłem rok: „♦ 1924 ♦”, po obu stronach orła – inicjały WJ projektanta (Wojciecha Jastrzębowskiego).
Rysunek awersu, poza datą, jest identyczny jak na monetach 20 groszy 1923.

## Rewers
Na tej stronie umieszczono duże cyfry nominału „20”, poniżej napis: „GROSZY”, całość otoczona ozdobnym wieńcem dębowym.
Rysunek rewersu jest identyczny jak na monecie 20 groszy 1923.

## Opis
Monetę wybito z rantem gładkim, w niklu, na krążku o średnicy 20,07 mm, masie 3 gramów, w nakładzie 10 sztuk. Moneta incydentalnie pojawia się na aukcjach. Jeden z egzemplarzy obecny jest w kolekcji Muzeum Narodowego w Warszawie.
Istnieją egzemplarze tej monety bite stemplem lustrzanym.
Tej samej wiedeńskiej mennicy przypisywane są pojawiające się w obrocie kolekcjonerskim egzemplarze obiegowej 20-groszówki 1923 wybite stemplem lustrzanym.